# 岸宗太郎
岸 宗太郎（きし そうたろう、1985年3月28日 - ）は 兵庫県出身の役者。劇団活動時の芸名はNPO法人（エヌピーオーのりひと）。

## 人物
兵庫県出身。加古川西高等学校演劇部出身。兵庫県立大学卒。
アメリカンホームコメディドラマの吹き替えに憧れ声優を目指すも、俳優の楽しさに目覚め2012年に劇団ポップンマッシュルームチキン野郎に所属。
2016年よりエコーズに所属していたが、2021年末をもって同事務所が日本人俳優のマネージメントを終了した。

## 出演作品

### 舞台
ポップンマッシュルームチキン野郎作品
『死なない男は棺桶で二度寝する』以降のほぼ全作品、出演
『ヨミガエラセ屋』（pay it Forward Pro.）
『東益平7丁目団地防衛隊』（キリンバズウカ）
『狂犬百景』（MU）
- わたなべやしき第四回公演『ノイズ温泉』（2021年10月8日～10日）
- 山下菜美子プロデュースvol.3『りぼん』（2021年11月23日～28日）
- ポップンマッシュルームチキン野郎『コチラハコブネ、オウトウセヨ』脚本・演出・出演
- カガミ相馬プロデュース『水野朋子物語』
- カガミ相馬プロデュース 熱海殺人事件4作品同時公演2024『売春捜査官』
- ENG 10周年記念公演第二弾『Rock in the 本能寺』
- はらみか×渡邉ひかるプロデュース『水鏡の真実～御泉花守探偵の事件録』主演

### 映画
「泣き虫しょったんの奇跡」（監督：豊田利晃）
「3月のライオン」前編・後編（監督　大友啓史）
「日々ロック」（監督　入江悠）
「MONSTERZ」（監督　中田秀夫）
「闇金ウシジマくん　Part2」（監督　山口雅俊）
「WILD7」（監督　羽住英一郎）
「劇場版　新参者　麒麟の翼」（監督　土井裕泰）
「あなたへ」（監督　降旗康男）
「DOG　POLICE」（監督　七高剛）
「アントキノイノチ」（監督　瀬々敬久）
- 「君が落とした青空」（監督　Yuki Saito）

### テレビ
読売テレビ「向かいのバズる家族」
BSテレ東「神酒クリニックで乾杯を」
日本テレビ「イノセンス 冤罪弁護士」
テレビ朝日「BG 身辺警護人」
TBS「大恋愛～僕を忘れる君と」第3話
TBS「99.9　season2」第1話
東海テレビ「オーファンブラック」第1話
BSスカパー！「弱虫ペダルSeason2」第2話
フジテレビ　世にも奇妙な物語’17　春の特別篇　「カメレオン俳優」
テレビ東京　ドラマ24「バイプレイヤーズ」
WOWOW　MOZU　Season2～幻の翼～
TBS　MOZU　Season1～百舌の叫ぶ夜～
孤独のグルメ Season5 第3話 （2015年10月17日、テレビ東京） - 団体客2 役 
NHK-BS　終の棲家
- 謎解き！江戸のススメ～勝海舟篇～ （BS-TBS）
- シャキーン！ （Eテレ）
- 私の中のEテレはすごいことになっている ナレーション （Eテレ）
- 全力失踪（2017年9月3日 - 10月22日、 NHK BSプレミアム）第7話
- 相棒 （テレビ朝日）
- ジウ　警視庁特殊操作係（テレビ朝日）
- ウルトラマンZ 第24話（テレビ東京）
- ルパンの娘 第6話（フジテレビ）
- ボイス 110緊急指令室 （2019年7月13日 - 、日本テレビ） - 山崎宏昌 役
- 警視庁ゼロ係〜生活安全課なんでも相談室〜 第5シリーズ（2021年） ‐ 豊島昌也 役
- 大河ドラマ 青天を衝け（2021年11月21日、NHK）
- 逃亡医F（2022年2月5日、日本テレビ）
- RoOT / ルート オブ オッドタクシー （2024年4月2日 - 、テレビ東京）

### CM
- マルト水谷（速達生）
- モスバーガー
- クラッシュオブキングス
- アイダ設計
- 日立製作所
- JRA（JRA-van）
- キントーン（最新が分からない編）（2020年）
- PUBG（PUBG部編）（2021年）
- サントリー 伊右衛門茶（藤井聡太 こころが整う編）（2021年）
- リアステージ（WEBCM）（2021年）
- Panasonic（音声プッシュ通知 朝のドタバタ編）（2022年）
- ニチバン ケアリーブ治す力（「Hello！家族想いの絆創膏」編）（2022年）
- ラクス（採用CM「成長しよう」編）（2022年）
- JR東日本 びゅうダイナミックレールパック（餅は餅屋編）（長いけど...編）（2023年）
- AD YELL（バナーハッカー編男性ver. 女性ver.）（2023年）
- アキュラホーム（2024年）
- モビリティリゾートもてぎ（2024年）
- アサヒビール（マルエフ「せーの、お疲れ生です」篇）（2024年）

### アニメ
NHK　「ムズムズエイティーン」

### MV
- 藤田麻衣子「恋ってどうやってするものだっけ」
- オトループ「ないと」